# По, Элизабет Арнольд Хопкинс
Элизабет Арнольд По (англ. Elizabeth Arnold Poe, весна 1787 — 8 декабря 1811) — американская актриса, мать Эдгара Аллана По.

## Родители
Родилась в семье Генри и Элизабет Арнольд весной 1787 года в Лондоне. Мать была актрисой и выступала на лондонской сцене с 1791 по 1795 год. Отец -  каменщиком. Он умер в 1789 году, а в ноябре 1795 Элизабет с дочерью перебрались в США, прибыв в Бостон 3-го января 1796 года.

## Дебют
Элиза впервые выступила на сцене в возрасте девяти лет, через три месяца после переезда в США. Её дебютом стала роль Бидди Блэр в фарсе Дэвида Гаррика «Miss in Her Teens or The Medley of Lovers» («Молодая Мисс или Сборище Воздыхателей»). Газета Portland Herald высоко оценила игру Элизы. «Мисс Арнольд в роли Мисс Бидди выше всяких похвал. Хотя ей всего девять лет, она даст фору актрисе любого возраста».

## Создание труппы
В том же году мать Элизы вышла замуж за музыканта Чарльза Таббса, приехавшего вместе с Арнольдами из Англии. Вместе с антрепренёром по фамилии Эдгар семья учредила труппу «Чарльстонские комедианты». Мать Элизы умерла во время гастролей в Северной Каролине. О её смерти известно мало, имя исчезло из афиш в 1798 году; предполагается, что она умерла вскоре после этого.
После смерти матери Элиза продолжила выступать. Обычно труппа давала представления в течение нескольких месяцев, а затем переезжала на новое место. К числу наиболее известных мест, где выступала Элиза, относится Индепенденс-холл, Филадельфия, вмещавший две тысячи зрителей. За свою карьеру Элиза сыграла около трёхсот ролей, включая роли Джульетты и Офелии.
Летом 1802 года пятнадцатилетняя Элиза вышла замуж за Чарльза Хопкинса, умершего тремя годами позже в октябре 1805 года, предположительно, от жёлтой лихорадки.

## Брак
Во время гастролей в Норфолке Элиза встретила уроженца Балтимора Дэвида По, решившего бросить изучение юриспруденции и присоединиться к труппе. Через шесть месяцев после смерти Хопкинса, Дэвид и Элиза поженились.
Пара гастролировала по северо-восточным штатам, давая представления во многих городах, включая Ричмонд, Филадельфию, Нью-Йорк. В конце концов, пара осела в Бостоне, где в течение трёх сезонов (девяноста недель) выступала в крупном театре, вмещавшем тысячу зрителей. Театральная пресса того периода отмечала «интересный образ» и «приятный мелодичный голос» Элизы.

## Семейная жизнь
У Элизы и Дэвида было двое сыновей: Вильям Генри Леонард (январь 1807) и Эдгар (19 января 1809). Возможно, младший сын был назван в честь руководителя труппы г-на Эдгара. Семья была небогата.
Летом 1809 года семья переселилась в Нью-Йорк. Актёрское мастерство Элизы постоянно отмечалось прессой, в то время как игра Дэвида подвергалась критике (вероятно, у него была боязнь сцены). Неуравновешенный и склонный к алкоголизму Дэвид бросил сцену и семью через полгода после переезда в Нью-Йорк. Его дальнейшая судьба неизвестна, есть свидетельства, что он умер в Норфолке 11 декабря 1811 года. В декабре 1810 года, уже после ухода Дэвида, Элиза родила третьего ребенка — девочку по имени Розали, которая, судя по отзывам окружающих, была умственно отсталой. После рождения девочки Элиза продолжила выступать.

## Смерть
В 1811 году во время гастролей в Ричмонде Элиза начала кашлять кровью. Её выступления становились все реже, а в октябре того же года она окончательно оставила сцену. Последний раз она выступила 11 октября 1811 года, сыграв роль графини Винтерсен в пьесе «The Stranger» («Незнакомец»).
Друзья и коллеги Элизы, чета Ашеров (возможно, они послужили прототипами персонажей «Падения дома Ашеров») заботилась о детях во время её болезни. Множество людей принимали участие в судьбе актрисы, а театр Ричмонда дал представление в её честь.
Элиза умерла 8-го декабря 1811 года в возрасте двадцати четырёх лет. Считается, что причиной смерти был туберкулёз. Её похоронили на кладбище при Епископальной церкви св. Иоанна в Ричмонде, где сейчас установлена памятная плита.
После смерти матери дети были разделены: Вильям жил с родителями отца, Эдгар был взят в семью Алланов, Розали усыновила чета Маккензи из Ричмонда.

## Влияние на творчество Эдгара По
Хотя писатель осиротел в раннем детстве, образ матери оказал серьёзное влияние на его произведения. В его первой работе «Метценгерштейн» описывается сильный пожар, сжёгший дотла дворянское поместье. Возможно этот сюжет навеян реальным событием — пожаром в театре Ричмонда, вспыхнувшем через три недели после смерти Элизы. Ранняя потеря матери, а также жены Вирджинии, возможно, объясняет лейтмотив смерти героинь в произведениях По (например, в стихотворении «Ворон»).